# Gonomyia (Leiponeura) bata
Gonomyia (Leiponeura) bata is een tweevleugelige uit de familie steltmuggen (Limoniidae). De soort komt voor in het Afrotropisch gebied.